# På lejrskole
|  | Denne artikel er oprettet af botten Steenthbot ud fra en ekstern database. Den kan derfor have sproglige fejl eller mangler. Denne skabelon kan fjernes efter kontrol af indholdet. |

På lejrskole er en dansk dokumentarfilm fra 1953 instrueret af Carl Otto Petersen efter eget manuskript.

## Handling
En skoleklasse skal på lejrskole. Med Jacob som en af hovedpersonerne oplever vi livet på lejrskolen. Eleverne opdeles i grupper og får til opgave at besøge og beskrive livet på en bondegård, i en fiskerihavn, på et teglværk og en landsbykirke.